# Draconyx loureiroi
Draconyx loureiroi (“garra de dragón de João de Loureiro”) es la única especie del género extinto  Draconyx  de dinosaurio ornitópodo camptosáurido que vivió a finales del período Jurásico, hace aproximadamente 150 millones de años, en el Titoniense, en lo que es hoy Europa. Ha sido encontrado en  Lourinhã, en 1991, y descrito por Octávio Mateus y Miguel Telles Antunes en 2001. El nombre genérico se deriva del latín draco, "dragón" y griego antiguo ὄνυξ, ónix, "garra". La especie tipo, conocida solo por restos parciales, D. loureiroi, fue dedicada a João de Loureiro, sacerdote jesuita pionero en la paleontología de ese país, además de astrónomo, botánico y médico.
El holotipo, ML 357, consiste en dos dientes maxilares, tres centros caudales, un chevron, el extremo distal del húmero derecho, una falange manual, tres falanges ungueales, el extremo  de la tibia y de la fíbula, el astrágalo, el calcáneo, tres tarsales, cuatro metatarsales y las falanges del pie. Fue encontrado en Vale de Frades por Carlos Anunciação del Museu da Lourinhã, en capas de la Unidad Bombarral que data del Titoniano. Un fémur, ML 434, encontrado en Praia do Caniçal, también se ha referido a este taxón. Según Mateus & Antunes e 2001, Draconyx  loureiroi es un miembro de Iguanodontia, más concretamente de Camptosauridae, cuyos dientes maxilares tienen, en su cara labial, una prominente cresta primaria y cinco crestas terciarias en el borde mesial y dos en el distal. Draconyx era un pequeño herbívoro bípedo, Gregory S. Paul en 2010 estimó la longitud en 3,5 metros, con un  peso en 150 kilogramos. La histología muestra que el espécimen de holotipo tenía entre 27 y 31 años.